# Dom przy ul. Farnej 3 w Piotrkowie Trybunalskim
Dom przy ul. Farnej 3 – zabytkowy dom, położony na Starym Mieście w Piotrkowie Trybunalskim przy ul. Farnej 3.
Dom znajduje się w zwartej zabudowie ul. Farnej (zachodnia pierzeja) i sąsiaduje z zabytkowymi kamienicami przy Placu Czarnieckiego 10 (siedziba oddziału PTTK) i ul. Farnej 5.  Według informacji z rejestru zabytków dom pochodzi z XIX wieku. Budynek posiada od strony podwórza drewniane balkony na piętrze, a także położoną na podwórzu starą studnię z kołem zamachowym.
Obiekt wpisany jest do rejestru zabytków pod numerem 1118 z 22.05.1972. Znajduje się też w gminnej ewidencji zabytków miasta Piotrkowa Trybunalskiego. 